# 쉬크뤼 사라졸루

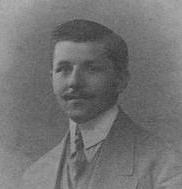

메흐메트 쉬크뤼 사라졸루(튀르키예어: Mehmet Şükrü Saracoğlu [ʃyˈcɾy saˈɾadʒoːɫu], 1887년 ~ 1953년 12월 27일)는 튀르키예의 정치인으로, 1942녀 ~ 1946년 터키 공화국의 제6대 총리를 지냈다. 사라졸루는 또 자신이 총리로 있었던 기간을 포함해, 1934년부터 1950년까지 16년간 튀르키예의 축구 클럽 페네르바흐체 SK의 의장으로 있기도 하였다.
사라졸루는 이외, 1927년~1930년 터키 재무장관, 1938년~1942년 터키 외무장관, 1948년~1950년 터키 대국민의회 의장을 지낸 바 있다.